# Maxou
Maxou é uma comuna francesa na região administrativa de Occitânia, no departamento de Lot. Estende-se por uma área de 12,59 km². Em 2010 a comuna tinha 314 habitantes (densidade: 24,9 hab./km²).